# ريو ناكامورا
ريو ناكامورا (باليابانية: 中村 亮) (13 أغسطس 1981 في كوبه في اليابان – )؛ هو لاعب كرة قدم كان يلعب كمدافع.